# شتوردورف
شتوردورف (به آلمانی: Stördorf) یک شهر در آلمان است که در اشتاینبورگ واقع شده‌است. شتوردورف ۱۱۹ نفر جمعیت دارد.